# Jocs Olímpics d'Estiu de 1960
Els Jocs Olímpics d'Estiu de 1960, oficialment anomenats Jocs Olímpics de la XVII Olimpíada, es van celebrar a la ciutat de Roma (Itàlia) entre els dies 25 d'agost i 11 de setembre de 1960. En aquests Jocs hi van participar 5.338 esportistes (4.727 homes i 611 dones) de 83 comitès nacionals competint en 17 esports i 150 especialitats.

## Antecedents
La ciutat de Roma havia estat escollida per a la realització dels Jocs Olímpics d'Estiu de 1908, l'erupció, però, del Vesuvi el 7 d'abril de 1906 i la posterior devastació de Nàpols comportà que els diners destinats a l'organització dels Jocs es destinessin a la reconstrucció de la ciutat napolitana i a l'adjuda humanitària dels damnificats. Davant aquesta situació la ciutat de Londres (Regne Unit) fou finalment la seu escollida per a la realització dels Jocs Olímpics de 1908.
El 15 de juny de 1955 en la 50a Sessió plenària del Comitè Olímpic Internacional reunida a la ciutat de París (França) la ciutat de Roma fou escollida per davant de:
| Ciutat          | Comitè Olímpic | Ronda 1 | Ronda 2 | Ronda 3 |
| Roma            | Itàlia         | 15      | 26      | 35      |
| Lausana         | Suïssa         | 14      | 21      | 24      |
| Detroit         | Estats Units   | 6       | 11      | -       |
| Budapest        | Hongria        | 8       | 1       | -       |
| Brussel·les     | Bèlgica        | 6       | -       | -       |
| Ciutat de Mèxic | Mexico         | 6       | -       | -       |
| Tòquio          | Japó           | 4       | -       | -       |

## Comitès participants

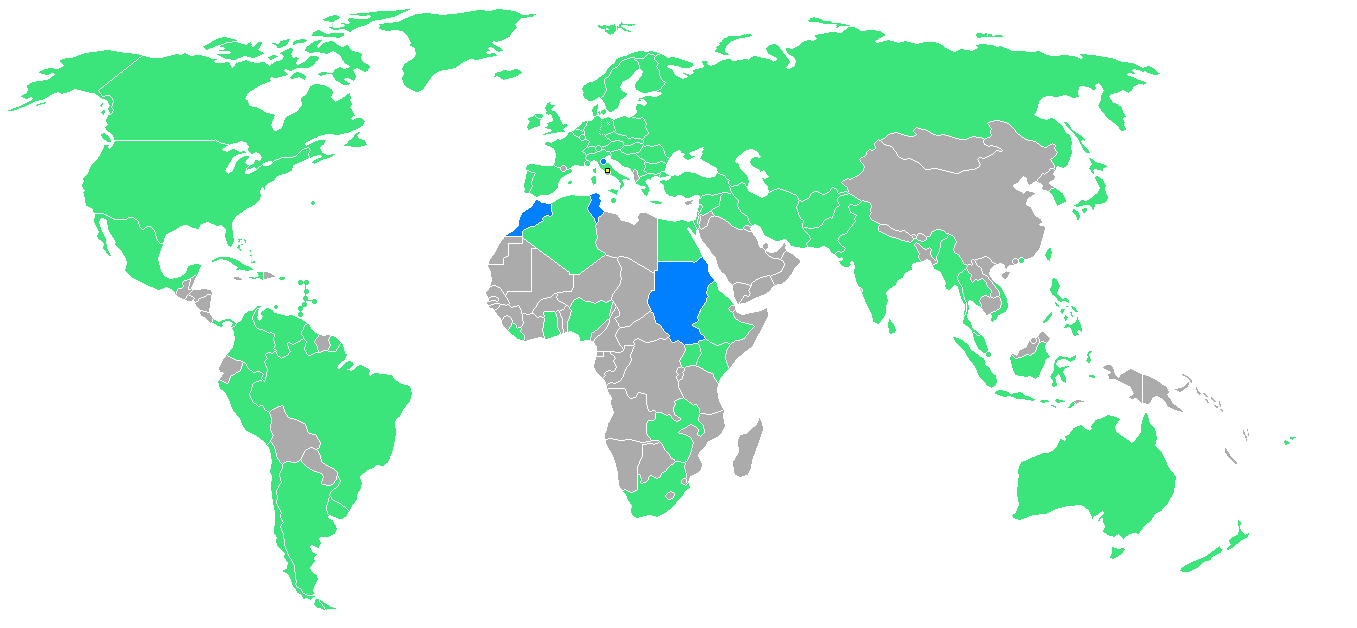
Països participants en els Jocs Olímpics de 1960. Les nacions sombrejades de color blau participaren per primera vegada en aquests jocs.

En aquests Jocs participaren un total de 84 comitès nacionals diferents, fent-ho per primera vegada els comitès de Marroc, San Marino, Sudan, Surinam i Tunísia. Els atletes de Barbados, Jamaica i Trinitat i Tobago competiren sota una mateixa bandera en la recentment creada Federació de les Índies Occidentals, comitè que únicament participà en aquests Jocs Olímpics (en els següents Jocs tornaren a participar de forma separda); els atletes de la República Democràtica Alemanya (RDA) i la República Federal Alemanya (RFA) competiren novament sota un equip unificat, i finalment els d'Egipte i Síria competiren sotra la bandera de la República Àrab Unida.
En aquests Jocs deixà de participar Borneo Septentrional i retornaren a la competició les Antilles Neerlandeses, Ghana (anteriorment havia participat amb el nom de Costa d'Or), Haití, l'Iraq, Líban, Liechtenstein i Rhodèsia.
| - Afganistan (12) - Alemanya (293) - Antilles Neerlandeses (5) - Argentina (91) - Austràlia (189) - Àustria (103) - Bahames (13) - Bèlgica (101) - Bermudes (9) - Brasil (72) - Birmània (10) - Bulgària (98) - Canadà (85) - Ceilan (5) - Colòmbia (16) - Corea del Sud (35) - Cuba (12) - Dinamarca (100) - Espanya (144) - Estats Units (292) - Etiòpia (10) - Fidji (2) - Filipines (40) - Finlàndia (117) - França (238) - Ghana (13) - Grècia (48) - Guyana Britànica (5) - Haití (1) - Hong Kong (4) - Hongria (184) - Índies Occidentals (13) - Índia (45) - Indonèsia (22) - Iran (23) - Iraq (21) - Irlanda (49) - Islàndia (9) - Israel (23) - Itàlia (280) - Iugoslàvia (116) - Japó (162) - Kenya (27) - Líban (19) - Libèria (4) - Liechtenstein (5) - Luxemburg (52) - Malacca (9) - Malta (10) - Mexico (69) - Mònaco (11) - Marroc (47) - Nova Zelanda (37) - Nigèria (12) - Noruega (40) - Països Baixos (110) | - Pakistan (44) - Panamà (6) - Perú (31) - Polònia (185) - Portugal (65) - Puerto Rico (27) - Regne Unit (253) - República Àrab Unida (74) - Rhodèsia (14) - Romania (98) - San Marino (9) - Singapur (5) - Sud-àfrica (55) - Sudan (10) - Surinam (1) - Suècia (134) - Suïssa (149) - Txecoslovàquia (116) - Tailàndia (20) - Tunísia (42) - Turquia (49) - Uganda (10) - Uruguai (34) - Veneçuela (36) - Vietnam (3) - Unió Soviètica (283) - Xile (9) - Xina (27) |

## Esports disputats
En aquests Jocs Olímpics es diputaren 150 proves de 17 esports diferents:

## Seus

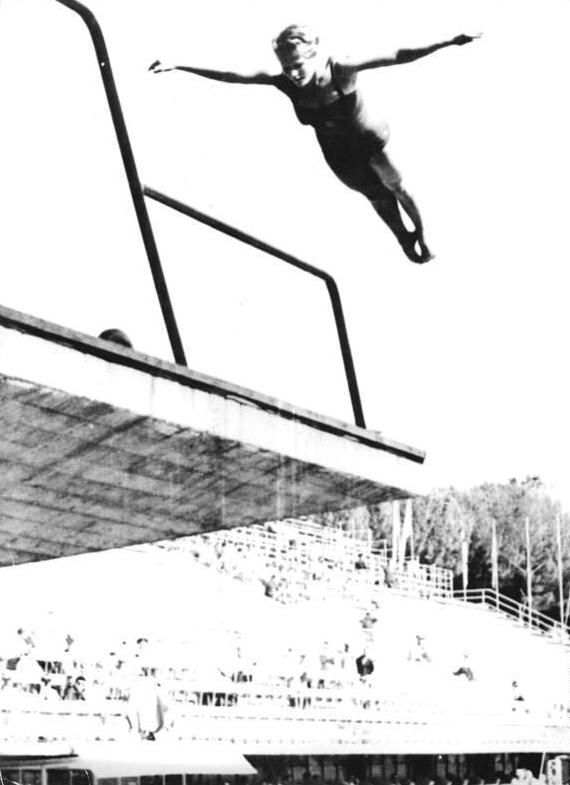
Prova de salts.

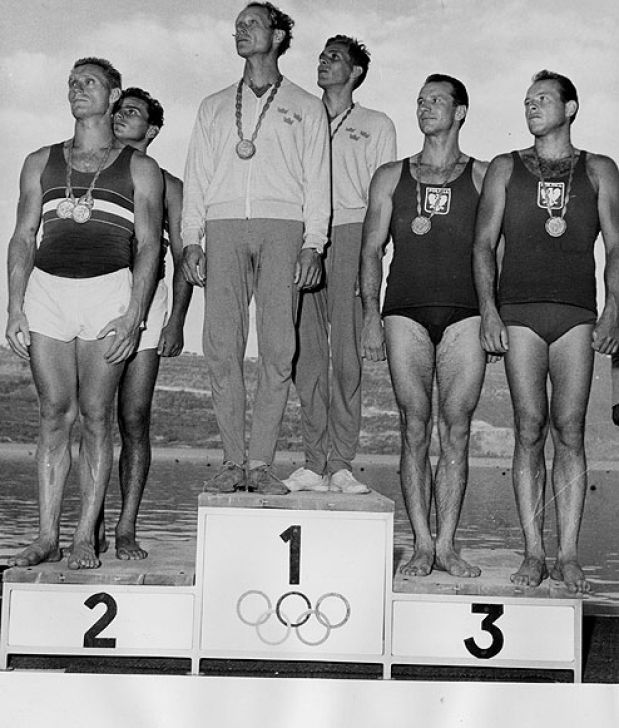
Podi de la prova masculina de piragüisme K-2

- Estadi Olímpic de Roma - Atletisme, cerimònies d'obertura i clausura i hípica
- Estadi Flaminio - football finals
- Estadi de natació - Natació, pentatló modern (natació), salts i waterpolo
- Palau dels Esports - Bàsquet i boxa
- Plauet dels Esports - Bàsquet i halterofília
- Velòdrom olímpic - Ciclisme (pista) i hoquei herba
- Stadio dei Marmi - Hoquei sobre herba (preliminars)
- Termes de Caracal·la - Gimnàstica
- Basílica de Maxenci - Lluita
- Palau dels Congressos - Esgrima
- Camp de tir Umbert I - Pentatló modern (tir) i tir olímpic (pistola/rifle)
- Piscina delle Rose - Waterpolo
- Jardins de Villa Boerghese - Hípica (doma, concurs complet i salts)
- Campo Tre Fontane - Hoquei sobre herba (preliminars)
- Acqua Santa Golf Club Course - Pentatló modern (cross)
- Grande Raccordo Anulare - Atletisme (inici marató)
- Via Àpia - Atletisme (marató)
- Arc de Constantí - Atletisme (final de la marató)
- Parc de tir de Cesano - Tir olímpic (300 m rifle lliure)
- Camp de tir del Lazio - Tir olímpic (fossa olímpica)
- Passo Corese - Pentatló modern (hípica)
- Via Càssia - Ciclisme (carretera)
- Via Flamínia - Ciclisme (carretera)
- Via Cristoforo Colombo - Atletisme (marató) i ciclsme (contrarellotge)
- Via di Grottarossa - Ciclisme (carretera)
- Llac Albano (Castel Gandolfo) - Piragüisme i rem
- Pratoni del Vivaro (Rocca di Papa) - Hípica (concurs complet)
- Golf de Nàpols (Nàpols) - Vela
- Estadi Comunal (Florència) - Futbol (preliminars)
- Estadi Comunal (Grosseto) - Futbol (preliminars)
- Estadi Comunal (L'Aquila) - Futbol (preliminars)
- Estadi Ardenza (Liorna) - Futbol (preliminars)
- Estadi Adriàtico (Pescara) - Futbol (preliminars)
- Estadi San Paolo (Nàpols) - Futbol (preliminars)

## Fets destacats

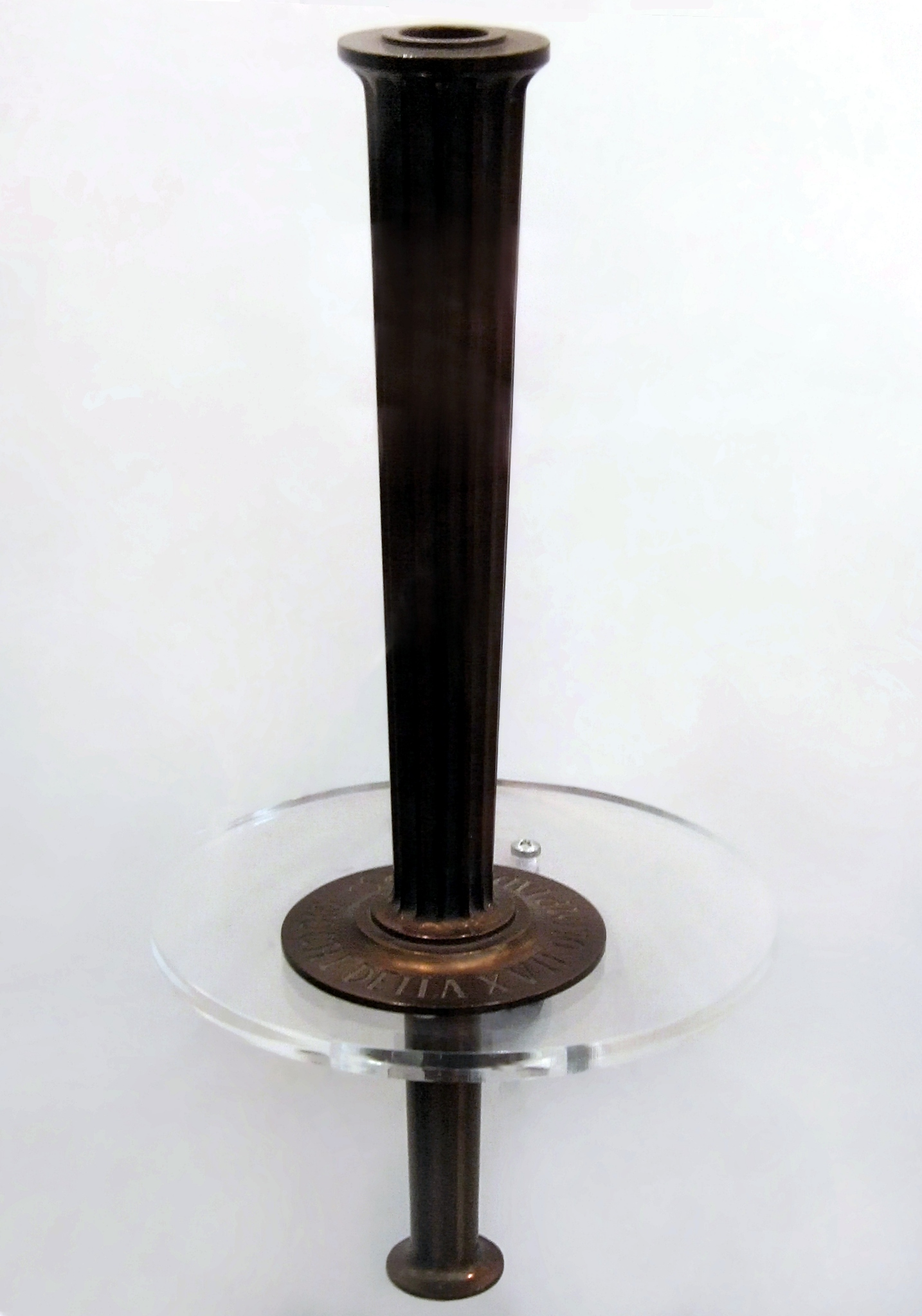
Imatge de la torxa olímpica utilitzada en aquests Jocs.

- El regatista danès Paul Elvstrøm guanyà la seva quarta medalla d'or seguida en classe Finn, esdevenint el primer esportista a aconseguir aquesta fita en una competició individual. Porsteriorment ho aconseguiren Al Oerter i Carl Lewis (així mateix Ray Ewry si es tenen en compte els resultats dels Jocs Intercalats).
- L'hongarès Aladar Gerevich va guanyar la seva sisena medalla d'or en l'esdeveniment de sabre per equips en la competició d'esgrima.
- Wilma Rudolph, una antiga malalta de poliomielitis, guanyà tres medalles d'or en competicions de velocitat en pista.
- L'etíop Abebe Bikila guanyà la marató descalç, convertint-se així en el primer campió olímpic negre africà.
- El futur rei Constantí II de Grècia aconseguí la medalla d'or de la competició de vela esportiva en categoria drac, la primera per a Grècia des de 1912.[2] La seva germana Sofia de Grècia també participà en la competició de vela.
- El boxador Cassius Clay, posteriorment conegut amb el nom de Muhammad Ali, guanya la medalla d'or en boxa en la categoria de pes lleuger.
- L'equip de gimnàstica masculina japonès inicià la seva sèrie de cinc victòries successives en la competició per equips.
- L'equip de Sud-àfrica competeix per última vegada en uns Jocs Olímpics a conseqüència de l'aplicació del règim de l'apartheid. No se'ls permetrà retornar a la competició fins al 1992, després de l'abandó de l'apartheid i durant un govern de transició.
- El piragüista suec Gert Fredriksson guanyà el seu sisè títol Olímpic.
- El remer soviètic Vyacheslav Ivanov guanya la segona medalla d'or, de les tres consecutives que obtindrà en els Jocs Olímpics.
- L'alemany Armin Hary aconseguí vèncer la competició de 100 metres llisos amb un temps de 10.2 segons, esdevenint el primer no nord-americà en fer-ho i establint el rècord del món en aquesta disciplina.
- L'equip d'hoquei sobre herba el Pakistan aconseguí vèncer l'equip de l'Índia, perdent per primera vegada aquest últim un partit des de 1928 i trencant la seva ratxa de sis victòries consecutives en la competició olímpica d'hoquei herba.
- El ciclista danès Knut Jensen es va desplomar durant la seva carrera sota la influència d'amfetamines, i posteriorment va morir a l'hospital. Va ser la segona vegada que un atleta va morir en una competició Olímpica, després de la mort del corredor de marató portuguès Francisco Lazaro als Jocs Olímpics d'Estiu de 1912.

## Medaller
Deu nacions amb més medalles en els Jocs Olímpics de 1960. País amfitrió ressaltat.
| Jocs Olímpics d'estiu de 1960 | Jocs Olímpics d'estiu de 1960 | Jocs Olímpics d'estiu de 1960 | Jocs Olímpics d'estiu de 1960 | Jocs Olímpics d'estiu de 1960 | Anells Olímpics |
| Posició                       | País                          | Or                            | Plata                         | Bronze                        | Total           |
| 1                             | Unió Soviètica                | 43                            | 29                            | 31                            | 103             |
| 2                             | Estats Units                  | 34                            | 21                            | 16                            | 71              |
| 3                             | Itàlia                        | 13                            | 10                            | 13                            | 36              |
| 4                             | Alemanya                      | 12                            | 19                            | 11                            | 42              |
| 5                             | Austràlia                     | 8                             | 8                             | 6                             | 22              |
| 6                             | Turquia                       | 7                             | 2                             | 0                             | 9               |
| 7                             | Hongria                       | 6                             | 8                             | 7                             | 21              |
| 8                             | Japó                          | 4                             | 7                             | 7                             | 18              |
| 9                             | Polònia                       | 4                             | 6                             | 11                            | 21              |
| 10                            | Txecoslovàquia                | 3                             | 2                             | 3                             | 8               |

### Medallistes més guardonats
Categoria masculina
| Nom           | CON            | Disciplina | Or | Plata | Bronze | Total |
| Borís Xakhlín | Unió Soviètica | Gimnàstica | 4  | 2     | 1      | 7     |
| Takashi Ono   | Japó           | Gimnàstica | 3  | 1     | 2      | 6     |
| Murray Rose   | Austràlia      | Natació    | 1  | 1     | 1      | 3     |
| John Konrads  | Austràlia      | Natació    | 1  | 0     | 2      | 3     |
| Iuri Titov    | Unió Soviètica | Gimnàstica | 0  | 2     | 1      | 3     |

Categoria femenina
| Nom              | CON            | Disciplina | Or | Plata | Bronze | Total |
| Larissa Latínina | Unió Soviètica | Gimnàstica | 3  | 2     | 1      | 6     |
| Chris von Saltza | Estats Units   | Natació    | 3  | 1     | 0      | 4     |
| Polina Astàkhova | Unió Soviètica | Gimnàstica | 2  | 1     | 1      | 4     |
| Sofia Muràtova   | Unió Soviètica | Gimnàstica | 1  | 2     | 1      | 4     |
| Wilma Rudolph    | Estats Units   | Atletisme  | 3  | 0     | 0      | 3     |
| Dawn Fraser      | Austràlia      | Natació    | 1  | 2     | 0      | 3     |
| Tamara Lyukhina  | Unió Soviètica | Gimnàstica | 1  | 0     | 2      | 3     |